# 플로렌시아 로자노
플로렌시아 로자노(Florencia Lozano, 1969년 12월 16일 ~ )는 미국의 배우, 연극 배우, 텔레비전 배우, 영화배우이다.
프린스턴에서 태어났다.

## 영화
- 에이미 메이크 쓰리 (2016년)
- 7E (2013년) - 세이디 역
- 더 미너스터스 (2009년)
- 베로니카, 죽기로 결심하다 (2009년)
- 더 클럽 (2008년)
- 퍼펙트 스트레인저 (2007년) - 테자다 중령 역
- 원 라이프 투 리브 (1968년)